# Burjites

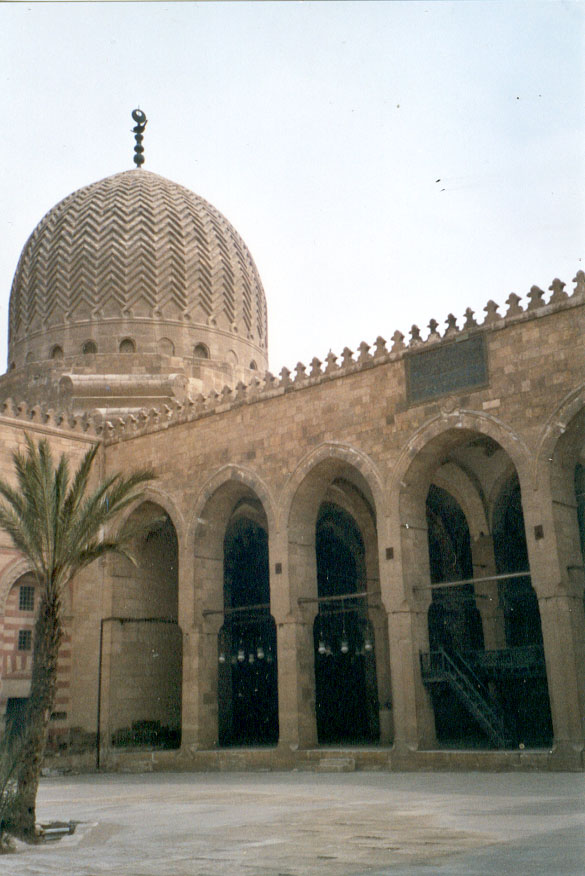
Mausolée du sultan An-Nâsir Faraj ben Barquq (1411) au Caire

Les sultans mamelouks burjites, burdjites ou bourjites forment la deuxième dynastie de Mamelouks ayant régné en Égypte de 1382 à 1517. On les désigne parfois sous le nom de Mamelouks de la tour parce qu’ils avaient choisi comme résidence une citadelle à l’est du Caire. On les appelle aussi Mamelouks circassiens ou Mamelouks tcherkesses à cause de leurs origines : ce sont des esclaves pris en Circassie, une région du Caucase où vivaient les Tcherkesses. Ils succèdent aux mamelouks bahrites, également connus comme Mamelouks du fleuve parce que leur campement était sur une île du Nil.
Cette dynastie fut très instable, comme en témoignent les règnes extrêmement courts. Les rivalités de pouvoir étaient très importantes dans la désignation du sultan. Ils eurent à se battre contre Tamerlan et ont conquis l’île de Chypre. Leurs querelles continuelles ont certainement facilité leur renversement par les Ottomans.

## Histoire

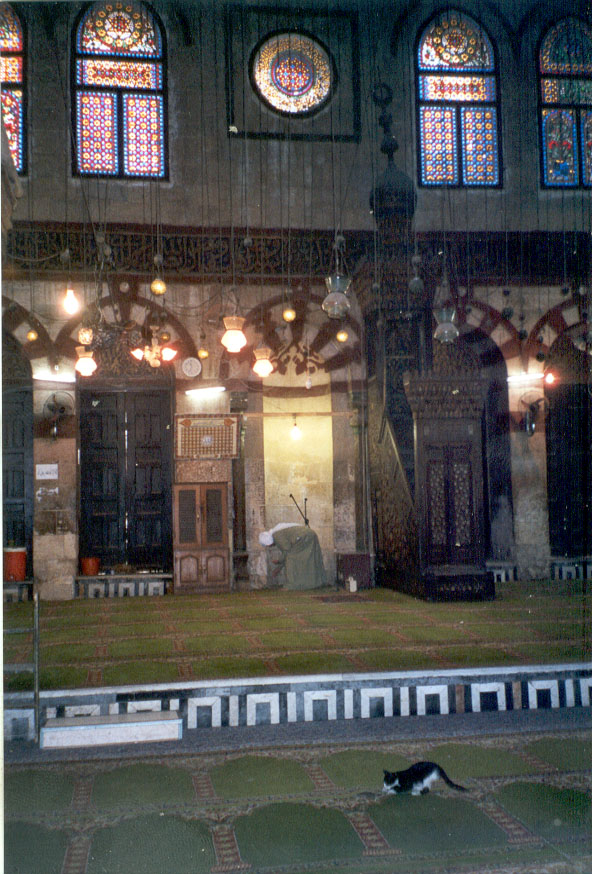
Le Caire. Dans la mosquée du sultan Al-Achraf Sayf ad-Dîn Qaitbay (1474)

### Naissance de la dynastie
Depuis 1250, l’Égypte est gouvernée par des mamelouks d’origine turque de la dynastie dite bahrite. En 1377, une révolte se déclenche en Syrie et atteint l’Égypte. Le pouvoir est pris par le circassien (Tcherkesse) Az-Zâhir Sayf ad-Dîn Barquq qui est proclamé sultan en 1382. Le dernier membre de la dynastie bahrite As-Sâlih Zayn ad-Dîn Hajji reprend le pouvoir en 1389, mais Barquq le reprend de manière permanente en 1390, créant ainsi la nouvelle dynastie burdjite.
Le règne des Burjites a connu de graves crises, notamment sur le plan monétaire. En effet, le début du XVe siècle connaît une crise de la monnaie sans précédent, en partie due à la raréfaction des métaux précieux et à la circulation massive des monnaies de cuivre. Ahmad al-Maqrîzî et Muhammad ibn Muhammad ibn Khalil al-Asadi proposeront, chacun à leur manière, des solutions pour répondre à cette problématique. 
Les corsaires chypriotes n'hésitent pas à exercer leur activité notamment en Syrie. En 1425, le sultan mamelouk Al-Achraf Sayf ad-Dîn Barsbay envoie en représailles une escadre pour piller Limassol. L'année suivante, c'est une armée qui débarque et écrase l'armée chypriote à Chirokitia (Χοιροκοιτία) le 7 juillet 1426. Le roi Janus de Chypre est capturé et emmené au Caire mais il est libéré après avoir reconnu la suzeraineté du sultan. Le royaume de Chypre devait verser un tribut aux Mamelouks. Barsbay a aussi fait de fréquents raids en Asie mineure. Il est mort en 1438.

### Les relations avec les Ottomans
Inal prend le pouvoir en 1453. Il a de bonnes relations avec les Ottomans qui ont pris peu après possession de Constantinople (29 mai 1453). Cette conquête provoqua même une grande joie en Égypte.
Cependant c’est sous le règne de Khuchqadam (1460-1467) que débute la lutte entre l’Égypte mamelouke et les ottomans. En 1464, Khuchqadam et le sultan ottoman Mehmed II sont en désaccord sur le choix du bey de la principauté de Karaman. Deux frères s'opposent : l'un, Ishak, avait obtenu le soutien d'Ouzoun Hassan sultan des Ak Koyunlu (clan des « Moutons Blancs »), l'autre, Pir Ahmed reçoit le soutien de Mehmed II. Mais Pir Ahmed commet l'erreur de chercher un arrangement avec les Vénitiens ; Mehmed considère que c'était une trahison et part en campagne et conquiert Konya et Karaman.
En 1467, Qait Bay provoque la colère de Bayézid II, car son frère est empoisonné pendant une entrevue avec Qait Bay. Bayézid II s’empare d’Adana, de Tarse et d’autres places fortes du sultanat mamelouk. Qait Bay en sort néanmoins vainqueur.
Qait Bay menaçait de maltraiter les chrétiens en Orient afin de soutenir les musulmans exécutés en Andalousie.

### Fin de la dynastie
La guerre contre le sultan ottoman Sélim Ier Yavuz a commencé en 1515 et se termine par l’incorporation de l’Égypte et de ses dépendances dans l’empire ottoman.
Al-Achraf Qânsûh Al-Ghûrî est attaqué  par Sélim Ier pour avoir laissé le passage à travers la Syrie aux ambassadeurs du Safavide d'Ismaïl Ier en route vers Venise pour organiser une coalition anti-ottomane. La bataille de Marj Dabiq (24 août 1516) entre Selim et Qansûh al-Ghûrî accompagné du calife abbasside Al-Mutawakkil III, se solde par une défaite pour les Mamelouks et par la mort de Qansûh al-Ghûrî. Les charges de la cavalerie mameloukes étaient impuissantes devant l’artillerie turque et les janissaires. Le calife abbasside Al-Mutawakkil III est fait prisonnier. Sélim entre dans Alep le 28 août 1517. Le jour suivant les prières sont dites en son nom. Sélim s’empare de la Syrie et du Liban. Cette conquête est saluée comme une délivrance du joug mamelouk. Sélim traverse le désert du Sinaï en treize jours. Il bat les Mamelouks une nouvelle fois aux environs du Caire le 24 janvier 1517. Le dernier sultan mamelouk Al-Achraf Tuman Bay est exécuté le 13 avril.

## Liste des sultans burjites
| Dates | Dates |                                | Lien                                  | Arabe                            | Turc              |                                                                     |
| ----- | ----- | ------------------------------ | ------------------------------------- | -------------------------------- | ----------------- | ------------------------------------------------------------------- |
| 1382  | 1389  | Az-Zâhir Sayf ad-Dîn Barquq    |                                       | الظاهر سيف الدين برقوق           | Barkuk            |                                                                     |
| 1389  | 1389  | As-Sâlih Zayn ad-Dîn Hajji     | fils d'Al-Achraf Zayn ad-Dîn Chabân   | الصالح زين الدين حاجى            | Hacci             | Second règne, dernier sultan de la dynastie Bahrite                 |
| 1389  | 1399  | Az-Zâhir Sayf ad-Dîn Barquq    |                                       |                                  |                   | Second règne                                                        |
| 1399  | 1405  | An-Nâsir Faraj                 | fils de Barquq                        | الناصر فرج بن برقوق              | Farac             |                                                                     |
| 1405  | 1405  | Al-Mansûr Abd al-Azîz          | fils de Barquq                        | المنصور عبد العزيز بن برقوق      | Abdülaziz         |                                                                     |
| 1405  | 1412  | An-Nâsir Faraj                 |                                       |                                  |                   | Second règne                                                        |
| 1412  | 1412  | Al-Musta`in                    | fils du calife Al-Mutawakkil Ier      | المستعين باللّه أبو الفضل العباسي | Müsteyn           | Calife abbasside mis brièvement sur le trône                        |
| 1412  | 1421  | Al-Muayyad Chaykh al-Muhammudi | mamelouk de Barquq                    | المؤيد أبو النصر شيخ المحمودي    | Muavyed Şeyh      |                                                                     |
| 1421  | 1421  | Al-Muzaffar Ahmad              | fils de Chaykh al-Muhammudi           | المظفر أحمد بن الشيخ             | Ahmed             |                                                                     |
| 1421  | 1421  | Az-Zâhir Sayf ad-Dîn Tatar     | mamelouk de Barquq                    | الظاهر سيف الدين ططر             | Tatar             |                                                                     |
| 1421  | 1422  | Al-Sâlih Nâsir ad-Dîn Muhammad | fils de Tatar                         | الصالح ناصر الدين محمد بن ططر    | Muhammed          | renversé par son précepteur Barsbay                                 |
| 1422  | 1438  | Barsbay                        | mamelouk de Barquq                    | الأشرف سيف الدين برسبا           | Barsbay           |                                                                     |
| 1438  | 1438  | Al-Azîz Jamal ad-Dîn Yusuf     | fils de Barsbay                       | العزيز جمال الدين يوسف           | Yusuf             |                                                                     |
| 1438  | 1453  | Jaqmaq                         | mamelouk de Barquq, atabeg de Barsbay | الظاهر سيف الدين حقمق            | Çakmak            |                                                                     |
| 1453  | 1453  | Al-Mansûr Fakhr ad-Dîn `Uthman | fils de Jaqmaq                        | المنصور فخر الدين عثمان بن جقمق  | Osman             |                                                                     |
| 1453  | 1460  | Inal                           | mamelouk de Barquq                    | الأشرف سيف الدين إينال العلائي   | İnal              |                                                                     |
| 1460  | 1460  | Al-Muyyad Chihab ad-Dîn Ahmad  | fils d'Inal                           | المؤيد شهاب الدين أحمد بن إينال  | Ahmed             |                                                                     |
| 1460  | 1467  | Khuchqadam                     | mamelouk de Chaykh al-Muhammudi       | الظاهر سيف الدين خشقدم           | Kuşkadam/Hoşkadem |                                                                     |
| 1467  | 1468  | Bilbay                         |                                       | الظاهر سيف الدين بلباي المؤيدي   | Bilbay/Yalbay     |                                                                     |
| 1468  | 1468  | Timurbugha                     |                                       | الظاهر تمر بغا الرومي            | Timurbuga         |                                                                     |
| 1468  | 1496  | Qait Bay                       | mamelouk de Jaqmaq                    | الأشرف سيف الدين قايت باي        | Kayıtbay          |                                                                     |
| 1496  | 1498  | An-Nâsir Muhammad              | fils de Qait Bay                      | الناصر محمد بن قايت باي          | Muhammed          |                                                                     |
| 1498  | 1500  | Az-Zâhir Qânsûh                | mamelouk de Qait Bay                  | الظاهر قانصوه                    | Zahir Kansu       |                                                                     |
| 1500  | 1501  | Al-Achraf Janbalat             |                                       | الأشرف جنبلاط                    | Eşref Canbulat    |                                                                     |
| 1501  | 1501  | Al-Adil Tuman Bay              |                                       | العادل طومان باي                 | Adil Tumanbay     |                                                                     |
| 1501  | 1516  | Qânsûh Al-Ghûrî                | mamelouk de Qait Bay                  | الأشرف قانصوه الغوري             | Kansu Gavri       | Mort à la bataille de Marj Dabiq contre le sultan ottoman Sélim Ier |
| 1516  | 1517  | Al-Achraf Tuman Bay            |                                       | الأشرف طومان باي                 | Eşref Tumanbay    | Exécuté par le sultan ottoman Sélim Ier Yavuz                       |

Quelques clés pour comprendre ces noms :
- az-Ẓāhir (الظاهر) l'évident(e), on trouve aussi les translittérations al-Zâhir, adh-Dhâhir, al-Dhâhir.
- Sayf (سيف ) épée, glaive.
- ad-Dīn (الدين) la religion.
- al-Manṣūr (المنصور) le victorieux.
- an-Nāṣir (الناصر) le défenseur.
- al-ʾAšraf (الأشرف) le noble, on trouve aussi al-Ashraf / al-Achraf.
- as-Ṣāliḥ (الصالح) l’arbitre, le conciliateur.
- al-Muẓaffar (المظفر) le vainqueur, on trouve aussi al-Mudhaffar.